# Williams (Kalifornija)
Williams je grad u američkoj saveznoj državi Kalifornija. Prema popisu stanovništva iz 2010. u njemu je živjelo 5.123 stanovnika.